# Jean-Baptiste Boone
Pour les articles homonymes, voir Boone.
Compléments
Boone est le fondateur de la première 'Société de Saint-Vincent-de-Paul' à Bruxelles
Jean-Baptiste Boone, né le 30 octobre 1794 à Poperinge (Belgique) et décédé le 2 février 1871 à Bruxelles, est un prêtre jésuite belge, éloquent prédicateur et premier recteur du collège Saint-Michel de Bruxelles.

## Biographie
Né dans une famille nombreuse et modeste Jean-Baptiste fait de bonnes études dans sa ville natale avant d’entrer au séminaire du diocèse de Gand en 1813. Il fait partie du groupe de 60 séminaristes qui, refusant de reconnaitre l’évêque nommé par le gouvernement impérial français, furent enrôlés de force dans la milice du département de la Lys et envoyés à la citadelle de Wesel, sur le Rhin (1813). 
Expérience difficile pour Boone, mais avec la chute finale de Napoléon (1815) le séminaire ouvre ses portes à nouveau. Cependant Boone entre dans la Compagnie de Jésus, dès qu’il apprend que l’Ordre de saint Ignace est universellement rétabli. Le 21 septembre 1815 il commence son noviciat au château de Destelbergen. 
Les jésuites ne sont pas les bienvenus dans le royaume uni des Pays-Bas qui cherche à imposer le calvinisme dans les régions méridionales. Boone est contraint à un nouvel exil et continue sa formation spirituelle et intellectuelle à Brigue, en Valais (Suisse) où il est ordonné prêtre le 1er octobre 1820. Il rentre en Belgique en 1822.
Trois ans après l’indépendance de la Belgique les jésuites reviennent à Bruxelles (en 1833) et la décision est prise d’ouvrir un collège pour y reprendre l’œuvre éducative et la tradition pédagogique interrompue par l’expulsion des Jésuites en 1773. En 1835, Boone est le premier recteur de ce deuxième collège jésuite à Bruxelles. 
Boone se fait surtout remarquer comme prédicateur à l’éloquence brillante mais sans ostentation. Sa prédication attire les foules, non seulement à Bruxelles mais dans les autres villes du pays. Pour prolonger en œuvres pratiques le fruit de sa prédication il lance plusieurs partenariats. Il fonde la première société de Saint-Vincent-de-Paul à Bruxelles (1842) et est considéré comme le fondateur des Religieuses de l'Adoration perpétuelle. Avec elles il établit la Confrérie de l’Adoration perpétuelle du Saint-Sacrement, qui essaime ailleurs en Belgique. Actif dans le domaine social, il encourage l‘œuvre du patro paroissial à Bruxelles et celle des orphelins. 
Jean-Baptiste Boone est également écrivain spirituel, il laisse une cinquantaine de brochures et opuscules de dévotion et d’approfondissement spirituel. Il meurt à Bruxelles le 2 février 1871.

## Écrits
- De prosecutione operis Bollandiani quod Acta Sanctorum inscribitur, Namur, 1838.
- Vade mecum ad exercitia spiritualia..., Bruxelles, 1842.
- Manuel de l'apologiste..., Bruxelles, 1850.
- Opuscules (2 vol.), Tournai, 1852.
- Tableau d'une vraie religieuse..., Bruxelles, Librairie de Wageneer, 1853.